# 1995年のナショナルリーグチャンピオンシップシリーズ
1995年の野球において、メジャーリーグベースボール（MLB）のポストシーズンは10月3日に開幕した。ナショナルリーグの第26回リーグチャンピオンシップシリーズ（英語: 26th National League Championship Series、以下「リーグ優勝決定戦」と表記）は、10日から14日にかけて計4試合が開催された。その結果、アトランタ・ブレーブス（東地区）がシンシナティ・レッズ（中地区）を4勝0敗で下し、3年ぶり15回目のリーグ優勝および7回目のワールドシリーズ進出を果たした。
前年のポストシーズンが選手会のストライキによって中止されたため、シリーズの開催自体が2年ぶりだった。また、ナショナルリーグが東・西2地区制から東・中・西3地区制になり、ワイルドカードおよび地区シリーズが導入されて以来初のリーグ優勝決定戦でもある。この年から3年間は、2地区時代同様にホームアドバンテージは地区ごとの持ち回りで割り当てられており、割り当てられた地区の優勝チームが敗退した場合は割り当てられた地区を下したチーム（そのチームがワイルドカードの場合は相手チーム）に与えられていた。
両球団がリーグ優勝決定戦で対戦するのはこれが初めて。というのも、かつての地区割では両チームとも西地区に在籍していたため、1地区につき1球団しか出場できない従来の形式では、リーグ優勝決定戦で対戦することがなかった。この年のレギュラーシーズンでは両球団は13試合対戦し、ブレーブスが8勝5敗と勝ち越していた。今シリーズでは、ブレーブスが初戦から4連勝の "スウィープ" でレッズを退けた。シリーズMVPには、第1戦の延長11回表に勝ち越し・決勝の適時打を放つなど、4試合で打率.308・1本塁打・5打点・OPS.973という成績を残したブレーブスのマイク・デベローが選出された。このあとブレーブスは、ワールドシリーズでもアメリカンリーグ王者クリーブランド・インディアンスを4勝2敗で下し、38年ぶり3度目の優勝を成し遂げた。リーグ優勝決定戦では、7戦4勝制になった1985年から2018年までの全66シリーズ中、スウィープで勝ち上がったチームが8球団あるが、そのあとのワールドシリーズでも優勝したのは今回のブレーブスだけである。

## 試合結果
1995年のナショナルリーグ優勝決定戦は10月10日に開幕し、途中に移動日を挟んで5日間で4試合が行われた。日程・結果は以下の通り。
| 日付                                                   | 試合  | ビジター球団（先攻）   | スコア | ホーム球団（後攻）     | 開催球場                                      | 開催球場                                                                     |
| ------------------------------------------------------ | ----- | ---------------------- | ------ | ---------------------- | --------------------------------------------- | ---------------------------------------------------------------------------- |
| 10月10日（火）                                         | 第1戦 | アトランタ・ブレーブス | 2－1   | シンシナティ・レッズ   | リバーフロント・スタジアム                    | リバーフロント・ · スタジアムアトランタ・フルトン・ · カウンティ・スタジアム |
| 10月11日（水）                                         | 第2戦 | アトランタ・ブレーブス | 6－2   | シンシナティ・レッズ   | リバーフロント・スタジアム                    | リバーフロント・ · スタジアムアトランタ・フルトン・ · カウンティ・スタジアム |
| 10月12日（木）                                         |       | 移動日                 | 移動日 | 移動日                 |                                               | リバーフロント・ · スタジアムアトランタ・フルトン・ · カウンティ・スタジアム |
| 10月13日（金）                                         | 第3戦 | シンシナティ・レッズ   | 2－5   | アトランタ・ブレーブス | アトランタ・フルトン・ カウンティ・スタジアム | リバーフロント・ · スタジアムアトランタ・フルトン・ · カウンティ・スタジアム |
| 10月14日（土）                                         | 第4戦 | シンシナティ・レッズ   | 0－6   | アトランタ・ブレーブス | アトランタ・フルトン・ カウンティ・スタジアム | リバーフロント・ · スタジアムアトランタ・フルトン・ · カウンティ・スタジアム |
| 優勝：アトランタ・ブレーブス（4勝0敗 / 3年ぶり15度目） |       |                        |        |                        |                                               | リバーフロント・ · スタジアムアトランタ・フルトン・ · カウンティ・スタジアム |

### 第1戦 10月10日
- リバーフロント・スタジアム（オハイオ州シンシナティ）

|                        | 1 | 2 | 3 | 4 | 5 | 6 | 7 | 8 | 9 | 10 | 11 | R | H | E |
| ---------------------- | - | - | - | - | - | - | - | - | - | -- | -- | - | - | - |
| アトランタ・ブレーブス | 0 | 0 | 0 | 0 | 0 | 0 | 0 | 0 | 1 | 0  | 1  | 2 | 7 | 0 |
| シンシナティ・レッズ   | 0 | 0 | 0 | 1 | 0 | 0 | 0 | 0 | 0 | 0  | 0  | 1 | 8 | 0 |

1. 勝利：マーク・ウォーラーズ（1勝）
2. セーブ：グレッグ・マクマイケル（1S）
3. 敗戦：マイケル・ジャクソン（1敗）
4. 審判
［球審］ポール・ランギー
［塁審］一塁: ジム・クイック、二塁: デイナ・デムス、三塁: ジェリー・デービス
［外審］左翼: ランディ・マーシュ、右翼: ジェリー・クロフォード
5. 試合開始時刻: 東部夏時間（UTC-4）午後8時10分  試合時間: 3時間18分  観客: 4万382人  気温: 70°F（21.1°C）
詳細: MLB.com Gameday / Baseball-Reference.com

| アトランタ・ブレーブス | アトランタ・ブレーブス | アトランタ・ブレーブス | アトランタ・ブレーブス | アトランタ・ブレーブス                                                                                      | シンシナティ・レッズ | シンシナティ・レッズ | シンシナティ・レッズ | シンシナティ・レッズ | シンシナティ・レッズ                                                                                  |
| ---------------------- | ---------------------- | ---------------------- | ---------------------- | --- | -------------------- | -------------------- | -------------------- | -------------------- | --- |
| 打順                   | 守備                   | 選手                   | 打席                   | T・グラビンJ・ロペスF・マグリフM・レムキーC・ジョーンズJ・ブラウザーR・クレスコM・グリッソムD・ジャスティス | 打順                 | 守備                 | 選手                 | 打席                 | P・シュレックB・サンティアゴH・モリスB・ブーンM・ルイスB・ラーキンR・ガントJ・ウォルトンR・サンダース |
| 1                      | 中                     | M・グリッソム          | 右                     | T・グラビンJ・ロペスF・マグリフM・レムキーC・ジョーンズJ・ブラウザーR・クレスコM・グリッソムD・ジャスティス | 1                    | 中                   | J・ウォルトン        | 右                   | P・シュレックB・サンティアゴH・モリスB・ブーンM・ルイスB・ラーキンR・ガントJ・ウォルトンR・サンダース |
| 2                      | 二                     | M・レムキー            | 両                     | T・グラビンJ・ロペスF・マグリフM・レムキーC・ジョーンズJ・ブラウザーR・クレスコM・グリッソムD・ジャスティス | 2                    | 遊                   | B・ラーキン          | 右                   | P・シュレックB・サンティアゴH・モリスB・ブーンM・ルイスB・ラーキンR・ガントJ・ウォルトンR・サンダース |
| 3                      | 三                     | C・ジョーンズ          | 両                     | T・グラビンJ・ロペスF・マグリフM・レムキーC・ジョーンズJ・ブラウザーR・クレスコM・グリッソムD・ジャスティス | 3                    | 左                   | R・ガント            | 右                   | P・シュレックB・サンティアゴH・モリスB・ブーンM・ルイスB・ラーキンR・ガントJ・ウォルトンR・サンダース |
| 4                      | 一                     | F・マグリフ            | 左                     | T・グラビンJ・ロペスF・マグリフM・レムキーC・ジョーンズJ・ブラウザーR・クレスコM・グリッソムD・ジャスティス | 4                    | 右                   | R・サンダース        | 右                   | P・シュレックB・サンティアゴH・モリスB・ブーンM・ルイスB・ラーキンR・ガントJ・ウォルトンR・サンダース |
| 5                      | 右                     | D・ジャスティス        | 左                     | T・グラビンJ・ロペスF・マグリフM・レムキーC・ジョーンズJ・ブラウザーR・クレスコM・グリッソムD・ジャスティス | 5                    | 捕                   | B・サンティアゴ      | 右                   | P・シュレックB・サンティアゴH・モリスB・ブーンM・ルイスB・ラーキンR・ガントJ・ウォルトンR・サンダース |
| 6                      | 捕                     | J・ロペス              | 右                     | T・グラビンJ・ロペスF・マグリフM・レムキーC・ジョーンズJ・ブラウザーR・クレスコM・グリッソムD・ジャスティス | 6                    | 一                   | H・モリス            | 左                   | P・シュレックB・サンティアゴH・モリスB・ブーンM・ルイスB・ラーキンR・ガントJ・ウォルトンR・サンダース |
| 7                      | 左                     | R・クレスコ            | 左                     | T・グラビンJ・ロペスF・マグリフM・レムキーC・ジョーンズJ・ブラウザーR・クレスコM・グリッソムD・ジャスティス | 7                    | 二                   | B・ブーン            | 右                   | P・シュレックB・サンティアゴH・モリスB・ブーンM・ルイスB・ラーキンR・ガントJ・ウォルトンR・サンダース |
| 8                      | 遊                     | J・ブラウザー          | 右                     | T・グラビンJ・ロペスF・マグリフM・レムキーC・ジョーンズJ・ブラウザーR・クレスコM・グリッソムD・ジャスティス | 8                    | 三                   | M・ルイス            | 右                   | P・シュレックB・サンティアゴH・モリスB・ブーンM・ルイスB・ラーキンR・ガントJ・ウォルトンR・サンダース |
| 9                      | 投                     | T・グラビン            | 左                     | T・グラビンJ・ロペスF・マグリフM・レムキーC・ジョーンズJ・ブラウザーR・クレスコM・グリッソムD・ジャスティス | 9                    | 投                   | P・シュレック        | 左                   | P・シュレックB・サンティアゴH・モリスB・ブーンM・ルイスB・ラーキンR・ガントJ・ウォルトンR・サンダース |
| 先発投手               | 先発投手               | 先発投手               | 投球                   | T・グラビンJ・ロペスF・マグリフM・レムキーC・ジョーンズJ・ブラウザーR・クレスコM・グリッソムD・ジャスティス | 先発投手             | 先発投手             | 先発投手             | 投球                 | P・シュレックB・サンティアゴH・モリスB・ブーンM・ルイスB・ラーキンR・ガントJ・ウォルトンR・サンダース |
| T・グラビン            | T・グラビン            | T・グラビン            | 左                     | T・グラビンJ・ロペスF・マグリフM・レムキーC・ジョーンズJ・ブラウザーR・クレスコM・グリッソムD・ジャスティス | P・シュレック        | P・シュレック        | P・シュレック        | 左                   | P・シュレックB・サンティアゴH・モリスB・ブーンM・ルイスB・ラーキンR・ガントJ・ウォルトンR・サンダース |

### 第2戦 10月11日
- リバーフロント・スタジアム（オハイオ州シンシナティ）

|                        | 1 | 2 | 3 | 4 | 5 | 6 | 7 | 8 | 9 | 10 | R | H  | E |
| ---------------------- | - | - | - | - | - | - | - | - | - | -- | - | -- | - |
| アトランタ・ブレーブス | 1 | 0 | 0 | 1 | 0 | 0 | 0 | 0 | 0 | 4  | 6 | 11 | 1 |
| シンシナティ・レッズ   | 0 | 0 | 0 | 0 | 2 | 0 | 0 | 0 | 0 | 0  | 2 | 9  | 1 |

1. 勝利：グレッグ・マクマイケル（1勝1S）
2. 敗戦：マーク・ポーチュガル（1敗）
3. 本塁打
ATL：ハビー・ロペス1号3ラン
4. 審判
［球審］ジム・クイック
［塁審］一塁: デイナ・デムス、二塁: ジェリー・デービス、三塁: ランディ・マーシュ
［外審］左翼: ジェリー・クロフォード、右翼: ポール・ランギー
5. 試合開始時刻: 東部夏時間（UTC-4）午後8時9分  試合時間: 3時間26分  観客: 4万4624人  気温: 73°F（22.8°C）
詳細: MLB.com Gameday / Baseball-Reference.com

| アトランタ・ブレーブス | アトランタ・ブレーブス | アトランタ・ブレーブス | アトランタ・ブレーブス | アトランタ・ブレーブス                                                                                      | シンシナティ・レッズ | シンシナティ・レッズ | シンシナティ・レッズ | シンシナティ・レッズ | シンシナティ・レッズ                                                                                    |
| ---------------------- | ---------------------- | ---------------------- | ---------------------- | --- | -------------------- | -------------------- | -------------------- | -------------------- | --- |
| 打順                   | 守備                   | 選手                   | 打席                   | J・スモルツJ・ロペスF・マグリフM・レムキーC・ジョーンズR・ベリアードM・デベローM・グリッソムD・ジャスティス | 打順                 | 守備                 | 選手                 | 打席                 | J・スマイリーB・サンティアゴH・モリスB・ブーンJ・ブランソンB・ラーキンR・ガントT・ハワードR・サンダース |
| 1                      | 中                     | M・グリッソム          | 右                     | J・スモルツJ・ロペスF・マグリフM・レムキーC・ジョーンズR・ベリアードM・デベローM・グリッソムD・ジャスティス | 1                    | 中                   | T・ハワード          | 両                   | J・スマイリーB・サンティアゴH・モリスB・ブーンJ・ブランソンB・ラーキンR・ガントT・ハワードR・サンダース |
| 2                      | 二                     | M・レムキー            | 両                     | J・スモルツJ・ロペスF・マグリフM・レムキーC・ジョーンズR・ベリアードM・デベローM・グリッソムD・ジャスティス | 2                    | 遊                   | B・ラーキン          | 右                   | J・スマイリーB・サンティアゴH・モリスB・ブーンJ・ブランソンB・ラーキンR・ガントT・ハワードR・サンダース |
| 3                      | 三                     | C・ジョーンズ          | 両                     | J・スモルツJ・ロペスF・マグリフM・レムキーC・ジョーンズR・ベリアードM・デベローM・グリッソムD・ジャスティス | 3                    | 左                   | R・ガント            | 右                   | J・スマイリーB・サンティアゴH・モリスB・ブーンJ・ブランソンB・ラーキンR・ガントT・ハワードR・サンダース |
| 4                      | 一                     | F・マグリフ            | 左                     | J・スモルツJ・ロペスF・マグリフM・レムキーC・ジョーンズR・ベリアードM・デベローM・グリッソムD・ジャスティス | 4                    | 右                   | R・サンダース        | 右                   | J・スマイリーB・サンティアゴH・モリスB・ブーンJ・ブランソンB・ラーキンR・ガントT・ハワードR・サンダース |
| 5                      | 右                     | D・ジャスティス        | 左                     | J・スモルツJ・ロペスF・マグリフM・レムキーC・ジョーンズR・ベリアードM・デベローM・グリッソムD・ジャスティス | 5                    | 一                   | H・モリス            | 左                   | J・スマイリーB・サンティアゴH・モリスB・ブーンJ・ブランソンB・ラーキンR・ガントT・ハワードR・サンダース |
| 6                      | 左                     | M・デベロー            | 右                     | J・スモルツJ・ロペスF・マグリフM・レムキーC・ジョーンズR・ベリアードM・デベローM・グリッソムD・ジャスティス | 6                    | 捕                   | B・サンティアゴ      | 右                   | J・スマイリーB・サンティアゴH・モリスB・ブーンJ・ブランソンB・ラーキンR・ガントT・ハワードR・サンダース |
| 7                      | 捕                     | J・ロペス              | 右                     | J・スモルツJ・ロペスF・マグリフM・レムキーC・ジョーンズR・ベリアードM・デベローM・グリッソムD・ジャスティス | 7                    | 二                   | B・ブーン            | 右                   | J・スマイリーB・サンティアゴH・モリスB・ブーンJ・ブランソンB・ラーキンR・ガントT・ハワードR・サンダース |
| 8                      | 遊                     | R・ベリアード          | 右                     | J・スモルツJ・ロペスF・マグリフM・レムキーC・ジョーンズR・ベリアードM・デベローM・グリッソムD・ジャスティス | 8                    | 三                   | J・ブランソン        | 左                   | J・スマイリーB・サンティアゴH・モリスB・ブーンJ・ブランソンB・ラーキンR・ガントT・ハワードR・サンダース |
| 9                      | 投                     | J・スモルツ            | 右                     | J・スモルツJ・ロペスF・マグリフM・レムキーC・ジョーンズR・ベリアードM・デベローM・グリッソムD・ジャスティス | 9                    | 投                   | J・スマイリー        | 左                   | J・スマイリーB・サンティアゴH・モリスB・ブーンJ・ブランソンB・ラーキンR・ガントT・ハワードR・サンダース |
| 先発投手               | 先発投手               | 先発投手               | 投球                   | J・スモルツJ・ロペスF・マグリフM・レムキーC・ジョーンズR・ベリアードM・デベローM・グリッソムD・ジャスティス | 先発投手             | 先発投手             | 先発投手             | 投球                 | J・スマイリーB・サンティアゴH・モリスB・ブーンJ・ブランソンB・ラーキンR・ガントT・ハワードR・サンダース |
| J・スモルツ            | J・スモルツ            | J・スモルツ            | 右                     | J・スモルツJ・ロペスF・マグリフM・レムキーC・ジョーンズR・ベリアードM・デベローM・グリッソムD・ジャスティス | J・スマイリー        | J・スマイリー        | J・スマイリー        | 左                   | J・スマイリーB・サンティアゴH・モリスB・ブーンJ・ブランソンB・ラーキンR・ガントT・ハワードR・サンダース |

### 第3戦 10月13日
- アトランタ・フルトン・カウンティ・スタジアム（ジョージア州アトランタ）

|                        | 1 | 2 | 3 | 4 | 5 | 6 | 7 | 8 | 9 | R | H  | E |
| ---------------------- | - | - | - | - | - | - | - | - | - | - | -- | - |
| シンシナティ・レッズ   | 0 | 0 | 0 | 0 | 0 | 0 | 0 | 1 | 1 | 2 | 8  | 0 |
| アトランタ・ブレーブス | 0 | 0 | 0 | 0 | 0 | 3 | 2 | 0 | X | 5 | 12 | 1 |

1. 勝利：グレッグ・マダックス（1勝）
2. 敗戦：デビッド・ウェルズ（1敗）
3. 本塁打
ATL：チャーリー・オブライエン1号3ラン、チッパー・ジョーンズ1号2ラン
4. 審判
［球審］デイナ・デムス
［塁審］一塁: ジェリー・デービス、二塁: ランディ・マーシュ、三塁: ジェリー・クロフォード
［外審］左翼: ポール・ランギー、右翼: ジム・クイック
5. 試合開始時刻: 東部夏時間（UTC-4）午後8時5分  試合時間: 2時間42分  観客: 5万1424人  気温: 70°F（21.1°C）
詳細: MLB.com Gameday / Baseball-Reference.com

| シンシナティ・レッズ | シンシナティ・レッズ | シンシナティ・レッズ | シンシナティ・レッズ | シンシナティ・レッズ                                                                                  | アトランタ・ブレーブス | アトランタ・ブレーブス | アトランタ・ブレーブス | アトランタ・ブレーブス | アトランタ・ブレーブス                                                                                              |
| -------------------- | -------------------- | -------------------- | -------------------- | --- | ---------------------- | ---------------------- | ---------------------- | ---------------------- | --- |
| 打順                 | 守備                 | 選手                 | 打席                 | D・ウェルズB・サンティアゴH・モリスB・ブーンJ・ブランソンB・ラーキンR・ガントT・ハワードR・サンダース | 打順                   | 守備                   | 選手                   | 打席                   | G・マダックスC・オブライエンF・マグリフM・レムキーC・ジョーンズR・ベリアードM・デベローM・グリッソムD・ジャスティス |
| 1                    | 中                   | T・ハワード          | 両                   | D・ウェルズB・サンティアゴH・モリスB・ブーンJ・ブランソンB・ラーキンR・ガントT・ハワードR・サンダース | 1                      | 中                     | M・グリッソム          | 右                     | G・マダックスC・オブライエンF・マグリフM・レムキーC・ジョーンズR・ベリアードM・デベローM・グリッソムD・ジャスティス |
| 2                    | 遊                   | B・ラーキン          | 右                   | D・ウェルズB・サンティアゴH・モリスB・ブーンJ・ブランソンB・ラーキンR・ガントT・ハワードR・サンダース | 2                      | 二                     | M・レムキー            | 両                     | G・マダックスC・オブライエンF・マグリフM・レムキーC・ジョーンズR・ベリアードM・デベローM・グリッソムD・ジャスティス |
| 3                    | 左                   | R・ガント            | 右                   | D・ウェルズB・サンティアゴH・モリスB・ブーンJ・ブランソンB・ラーキンR・ガントT・ハワードR・サンダース | 3                      | 三                     | C・ジョーンズ          | 両                     | G・マダックスC・オブライエンF・マグリフM・レムキーC・ジョーンズR・ベリアードM・デベローM・グリッソムD・ジャスティス |
| 4                    | 右                   | R・サンダース        | 右                   | D・ウェルズB・サンティアゴH・モリスB・ブーンJ・ブランソンB・ラーキンR・ガントT・ハワードR・サンダース | 4                      | 一                     | F・マグリフ            | 左                     | G・マダックスC・オブライエンF・マグリフM・レムキーC・ジョーンズR・ベリアードM・デベローM・グリッソムD・ジャスティス |
| 5                    | 一                   | H・モリス            | 左                   | D・ウェルズB・サンティアゴH・モリスB・ブーンJ・ブランソンB・ラーキンR・ガントT・ハワードR・サンダース | 5                      | 右                     | D・ジャスティス        | 左                     | G・マダックスC・オブライエンF・マグリフM・レムキーC・ジョーンズR・ベリアードM・デベローM・グリッソムD・ジャスティス |
| 6                    | 捕                   | B・サンティアゴ      | 右                   | D・ウェルズB・サンティアゴH・モリスB・ブーンJ・ブランソンB・ラーキンR・ガントT・ハワードR・サンダース | 6                      | 左                     | M・デベロー            | 右                     | G・マダックスC・オブライエンF・マグリフM・レムキーC・ジョーンズR・ベリアードM・デベローM・グリッソムD・ジャスティス |
| 7                    | 二                   | B・ブーン            | 右                   | D・ウェルズB・サンティアゴH・モリスB・ブーンJ・ブランソンB・ラーキンR・ガントT・ハワードR・サンダース | 7                      | 捕                     | C・オブライエン        | 右                     | G・マダックスC・オブライエンF・マグリフM・レムキーC・ジョーンズR・ベリアードM・デベローM・グリッソムD・ジャスティス |
| 8                    | 三                   | J・ブランソン        | 左                   | D・ウェルズB・サンティアゴH・モリスB・ブーンJ・ブランソンB・ラーキンR・ガントT・ハワードR・サンダース | 8                      | 遊                     | R・ベリアード          | 右                     | G・マダックスC・オブライエンF・マグリフM・レムキーC・ジョーンズR・ベリアードM・デベローM・グリッソムD・ジャスティス |
| 9                    | 投                   | D・ウェルズ          | 左                   | D・ウェルズB・サンティアゴH・モリスB・ブーンJ・ブランソンB・ラーキンR・ガントT・ハワードR・サンダース | 9                      | 投                     | G・マダックス          | 右                     | G・マダックスC・オブライエンF・マグリフM・レムキーC・ジョーンズR・ベリアードM・デベローM・グリッソムD・ジャスティス |
| 先発投手             | 先発投手             | 先発投手             | 投球                 | D・ウェルズB・サンティアゴH・モリスB・ブーンJ・ブランソンB・ラーキンR・ガントT・ハワードR・サンダース | 先発投手               | 先発投手               | 先発投手               | 投球                   | G・マダックスC・オブライエンF・マグリフM・レムキーC・ジョーンズR・ベリアードM・デベローM・グリッソムD・ジャスティス |
| D・ウェルズ          | D・ウェルズ          | D・ウェルズ          | 左                   | D・ウェルズB・サンティアゴH・モリスB・ブーンJ・ブランソンB・ラーキンR・ガントT・ハワードR・サンダース | G・マダックス          | G・マダックス          | G・マダックス          | 右                     | G・マダックスC・オブライエンF・マグリフM・レムキーC・ジョーンズR・ベリアードM・デベローM・グリッソムD・ジャスティス |

### 第4戦 10月14日
- アトランタ・フルトン・カウンティ・スタジアム（ジョージア州アトランタ）

|                        | 1 | 2 | 3 | 4 | 5 | 6 | 7 | 8 | 9 | R | H  | E |
| ---------------------- | - | - | - | - | - | - | - | - | - | - | -- | - |
| シンシナティ・レッズ   | 0 | 0 | 0 | 0 | 0 | 0 | 0 | 0 | 0 | 0 | 3  | 1 |
| アトランタ・ブレーブス | 0 | 0 | 1 | 0 | 0 | 0 | 5 | 0 | X | 6 | 12 | 1 |

1. 勝利：スティーブ・エイベリー（1勝）
2. 敗戦：ピート・シュレック（1敗）
3. 本塁打
ATL：マイク・デベロー1号3ラン
4. 審判
［球審］ジェリー・デービス
［塁審］一塁: ランディ・マーシュ、二塁: ジェリー・クロフォード、三塁: ポール・ランギー
［外審］左翼: ジム・クイック、右翼: デイナ・デムス
5. 試合開始時刻: 東部夏時間（UTC-4）午後8時5分  試合時間: 2時間54分  観客: 5万2067人  気温: 62°F（16.7°C）
詳細: MLB.com Gameday / Baseball-Reference.com

| シンシナティ・レッズ | シンシナティ・レッズ | シンシナティ・レッズ | シンシナティ・レッズ | シンシナティ・レッズ                                                                                    | アトランタ・ブレーブス | アトランタ・ブレーブス | アトランタ・ブレーブス | アトランタ・ブレーブス | アトランタ・ブレーブス                                                                                        |
| -------------------- | -------------------- | -------------------- | -------------------- | --- | ---------------------- | ---------------------- | ---------------------- | ---------------------- | --- |
| 打順                 | 守備                 | 選手                 | 打席                 | P・シュレックB・サンティアゴM・ダンカンB・ブーンM・ルイスB・ラーキンR・ガントJ・ウォルトンR・サンダース | 打順                   | 守備                   | 選手                   | 打席                   | S・エイベリーJ・ロペスF・マグリフM・レムキーC・ジョーンズR・ベリアードR・クレスコM・グリッソムD・ジャスティス |
| 1                    | 中                   | J・ウォルトン        | 右                   | P・シュレックB・サンティアゴM・ダンカンB・ブーンM・ルイスB・ラーキンR・ガントJ・ウォルトンR・サンダース | 1                      | 中                     | M・グリッソム          | 右                     | S・エイベリーJ・ロペスF・マグリフM・レムキーC・ジョーンズR・ベリアードR・クレスコM・グリッソムD・ジャスティス |
| 2                    | 遊                   | B・ラーキン          | 右                   | P・シュレックB・サンティアゴM・ダンカンB・ブーンM・ルイスB・ラーキンR・ガントJ・ウォルトンR・サンダース | 2                      | 二                     | M・レムキー            | 両                     | S・エイベリーJ・ロペスF・マグリフM・レムキーC・ジョーンズR・ベリアードR・クレスコM・グリッソムD・ジャスティス |
| 3                    | 左                   | R・ガント            | 右                   | P・シュレックB・サンティアゴM・ダンカンB・ブーンM・ルイスB・ラーキンR・ガントJ・ウォルトンR・サンダース | 3                      | 三                     | C・ジョーンズ          | 両                     | S・エイベリーJ・ロペスF・マグリフM・レムキーC・ジョーンズR・ベリアードR・クレスコM・グリッソムD・ジャスティス |
| 4                    | 右                   | R・サンダース        | 右                   | P・シュレックB・サンティアゴM・ダンカンB・ブーンM・ルイスB・ラーキンR・ガントJ・ウォルトンR・サンダース | 4                      | 一                     | F・マグリフ            | 左                     | S・エイベリーJ・ロペスF・マグリフM・レムキーC・ジョーンズR・ベリアードR・クレスコM・グリッソムD・ジャスティス |
| 5                    | 一                   | M・ダンカン          | 右                   | P・シュレックB・サンティアゴM・ダンカンB・ブーンM・ルイスB・ラーキンR・ガントJ・ウォルトンR・サンダース | 5                      | 右                     | D・ジャスティス        | 左                     | S・エイベリーJ・ロペスF・マグリフM・レムキーC・ジョーンズR・ベリアードR・クレスコM・グリッソムD・ジャスティス |
| 6                    | 捕                   | B・サンティアゴ      | 右                   | P・シュレックB・サンティアゴM・ダンカンB・ブーンM・ルイスB・ラーキンR・ガントJ・ウォルトンR・サンダース | 6                      | 捕                     | J・ロペス              | 右                     | S・エイベリーJ・ロペスF・マグリフM・レムキーC・ジョーンズR・ベリアードR・クレスコM・グリッソムD・ジャスティス |
| 7                    | 二                   | B・ブーン            | 右                   | P・シュレックB・サンティアゴM・ダンカンB・ブーンM・ルイスB・ラーキンR・ガントJ・ウォルトンR・サンダース | 7                      | 左                     | R・クレスコ            | 左                     | S・エイベリーJ・ロペスF・マグリフM・レムキーC・ジョーンズR・ベリアードR・クレスコM・グリッソムD・ジャスティス |
| 8                    | 三                   | M・ルイス            | 右                   | P・シュレックB・サンティアゴM・ダンカンB・ブーンM・ルイスB・ラーキンR・ガントJ・ウォルトンR・サンダース | 8                      | 遊                     | R・ベリアード          | 右                     | S・エイベリーJ・ロペスF・マグリフM・レムキーC・ジョーンズR・ベリアードR・クレスコM・グリッソムD・ジャスティス |
| 9                    | 投                   | P・シュレック        | 左                   | P・シュレックB・サンティアゴM・ダンカンB・ブーンM・ルイスB・ラーキンR・ガントJ・ウォルトンR・サンダース | 9                      | 投                     | S・エイベリー          | 左                     | S・エイベリーJ・ロペスF・マグリフM・レムキーC・ジョーンズR・ベリアードR・クレスコM・グリッソムD・ジャスティス |
| 先発投手             | 先発投手             | 先発投手             | 投球                 | P・シュレックB・サンティアゴM・ダンカンB・ブーンM・ルイスB・ラーキンR・ガントJ・ウォルトンR・サンダース | 先発投手               | 先発投手               | 先発投手               | 投球                   | S・エイベリーJ・ロペスF・マグリフM・レムキーC・ジョーンズR・ベリアードR・クレスコM・グリッソムD・ジャスティス |
| P・シュレック        | P・シュレック        | P・シュレック        | 左                   | P・シュレックB・サンティアゴM・ダンカンB・ブーンM・ルイスB・ラーキンR・ガントJ・ウォルトンR・サンダース | S・エイベリー          | S・エイベリー          | S・エイベリー          | 左                     | S・エイベリーJ・ロペスF・マグリフM・レムキーC・ジョーンズR・ベリアードR・クレスコM・グリッソムD・ジャスティス |